# Ardisia cuneata
Ardisia cuneata är en viveväxtart som beskrevs av Cyrus Longworth Lundell. Ardisia cuneata ingår i släktet Ardisia och familjen viveväxter. Inga underarter finns listade i Catalogue of Life.